# Hrvatska policija u Domovinskom ratu
Hrvatska policija u Domovinskom ratu, hrvatski dokumentarni film iz 2011. godine redatelja i scenarista Darka Dovranića. Dokumentarac prikazuje nastanak i razvoj policije Republike Hrvatske, koja je odigrala odlučujuću ulogu u očuvanju Hrvatske u prvim mjesecima procesa osamostaljivanja. Obuhvaća vrijeme kad je ministar unutarnjih poslova RH u pričuvni sastav MUP-a RH uvrstio 20.000 osoba radi izjednačavanja nacionalne strukture MUP-a koji je dotad bio na štetu Hrvata, a u korist Srba koji su bili višestruko nadsrazmjerno zastupljeni. Prikazano je organiziranje tečaja Prvog hrvatskog redarstvenika, izdvajanje najsposobnijih za postrojbe za posebne namjene, sve do završnih oslobodilačkih operacija Bljeska i Oluje. Korištena građa je iz dokumentacije HTV-a i svjedočanstva sudionika. 1. dio govori o stvaranju i ustroju. 3. dio govori o Hrvatskom Podunavlju.